# ハンス・クロー
ハンス・クロー（Hans Kroh、1907年 5月13日 - 1967年7月18日）は、ドイツの軍人。第二次世界大戦時にはドイツ国防軍空軍の降下猟兵として活動し、戦後再建されたドイツ連邦軍空軍にも勤務した。最終階級は国防軍・連邦軍ともに少将。

## 軍歴
ハンス・クローは1926年4月8日幹部候補生としてブランデンブルク・ハーフェル警察学校へ入校した。1933年に中尉に昇進した後、1935年10月1日彼はゲネラル・ゲーリング連隊の第2中隊の中隊長になり、1936年4月1日に空軍に編入された。クローはパラシュート兵の訓練課程を修了しシュテンダルのシュテンダル降下訓練学校の教官になった。後方勤務を終え1940年9月1日彼は第2降下猟兵連隊／第I大隊の大隊長になった。
クレタ島の戦いでクローはアルフレート・シュトゥルム（Alfred Sturm）大佐が英軍の捕虜になった後、シュトゥルム戦闘グループの指揮を執った。この戦隊の目的はレティムノ（Rethymnon）飛行場の確保であった。スタブロメノス（Stavromenos）とオイル精製所の近くで降下猟兵は圧倒的優位の敵軍の攻撃に対しなんとか持ちこたえた。熾烈な10日間のせめぎあいの後で大部分が英軍とギリシャ軍に占拠され、シュトゥルム戦闘グループは増援の山岳部隊に救出された。クローは1941年8月21日に騎士鉄十字章を受勲した。同年には少佐に昇進している。
アフリカではクローはラムケ降下猟兵旅団に所属し、エル・アラメインの戦いからの撤退中に敵軍の制圧地域を潜り抜けて旅団を自軍陣地に連れ戻した
ロシアの東部戦線ではクローと彼の連隊はノボ・アンドレヤェフカ（Novo Andreyevka）とノブゴロトカ（Novgorodka）の近郊で戦った。ブトール（Butor）の近くで連隊はドニエプル川のロシア軍の橋頭堡を排除した。クローはキロヴォフラードでロシア軍の攻撃が撃退されるのも見た。
ハンス・クローはブレストの戦いで第2降下猟兵師団の指揮を執った。
1944年9月18日にクローはブレストのサン・ピエール地区（St. Pierre district）で捕虜になった。
1956年6月1日、再建されたドイツ連邦軍空軍に大佐として入隊した。1957年9月1日に彼は准将に昇進し、その翌日ブルフザール（Bruchsal）の第1空挺師団の師団長になった。1959年7月1日にクローは再度少将の地位に昇進し、1962年10月1日に退役した。

## 受勲
- 黒戦傷章
- 「アフリカ」、「クレタ」 カフバンド
- 空軍降下猟兵徽章
- Medaglia d'Argento al Valor Militare（1942年2月9日）
- 空軍陸戦突撃章
- 金ドイツ十字章（1942年12月24日）
- 鉄十字章
  - 二級鉄十字章（1940年5月22日）
  - 一級鉄十字章（1940年5月22日）
- 柏葉・剣付騎士鉄十字章
  - 騎士鉄十字章（1941年8月21日）
  - 柏葉 第443号（1944年4月6日）
  - 剣 第96号（1944年9月12日）
- ドイツ連邦共和国功労勲章（1962年9月12日）